# Belfeldse Demokraten
De Belfeldse Demokraten, vanaf juni 2011 VenLokaal, was een Nederlandse lokale politieke partij die bestond van 1989 tot 2017. De partij was in eerste instantie actief in de gemeente Belfeld, na de gemeentelijke fusie in 2001 in de nieuwe gemeente Venlo.

## Geschiedenis
De partij werd opgericht op 12 december 1989, en was een verzameling van burgerinitiatieven. Omdat zij vond dat de bestaande partijen in de gemeenteraad niet naar de inwoners luisterden, deed zij mee aan de raadsverkiezingen van 1990. De Belfeldse Demokraten waren de grote winnaar bij deze verkiezingen, en kwamen met drie zetels de raad binnen. Men probeerde na de verkiezingen een college te smeden samen met Lijst 1-86, maar dit mislukte.
Bij de verkiezingen van 1994 handhaafde de partij haar drie zetels. Dit keer lukte het de partij wel om in het college te komen, en ging ze samen met het CDA besturen. Henk Luijten werd de wethouder namens de partij. Dit college bleef aan tot de gemeentelijke herindeling van 2001, gezien zij haar meerderheid behield bij de verkiezingen van 1998. In deze periode kwamen er onder andere een grotere sporthal en meer fietspaden in de gemeente.
De gemeente Belfeld fuseerde op 1 januari 2001 met Tegelen en Venlo, waardoor de nieuwe gemeente Venlo ontstond. De partij kreeg na de fusie telkens meer dan de helft van de Belfeldse stemmen, wat neerkwam op twee zetels. Zij werkte in de nieuwe raad nauw samen met andere lokale partijen, onder de naam Lokale Democraten. Deze samenwerking duurde tot 2009, toen de Belfeldse Demokraten zelfstandig verdergingen.
In juni 2011 koos de partij voor een nieuwe koers, waarbij de partij zich ging profileren als partij voor de gehele gemeente Venlo. Ook werd de naam aangepast, en ging de partij verder als VenLokaal. In oktober 2013 stapte het ex-Realisten '82-raadslid Gé Vervoort over naar VenLokaal.
Bij de verkiezingen van 2014 won de partij er zetels bij, en kwam ze uit op een totaal van vijf. VenLokaal kwam in het college, samen met VVD, CDA en PvdA. VenLokaal-wethouder werd Henk Brauer. Hij stapte in september 2016 op, vanwege het achterhouden van informatie bij problemen met de parkeergarages in de stad. Zijn vervanger werd Ben Aldewereld. In maart 2017 stapten twee partijbestuursleden op, zij stelden dat het werk hen onmogelijk gemaakt werd.
Op 14 juni 2017 fuseerde de partij met de Lokale Democraten, die inmiddels een zelfstandige partij waren geworden. De nieuwe partij ging EENLokaal heten. De fracties fuseerden na de verkiezingen van 2018.

## Verkiezingsuitslagen
De partij heeft bij verschillende verkiezingen de volgende zetelaantallen behaald:

### Gemeente Belfeld (1989-2000)
| Jaar | Stemmen | %   | Zetels |
| ---- | ------- | --- | ------ |
| 1990 | 788     | 28% | 3 / 11 |
| 1994 | 827     | 30% | 3 / 11 |
| 1998 | 1.178   | 47% | 5 / 11 |

### Gemeente Venlo (2001-2018)
| Jaar | Stemmen | %     | Zetels |
| ---- | ------- | ----- | ------ |
| 2000 | 1.658   | 4,8%  | 2 / 37 |
| 2006 | 1.751   | 4,5%  | 2 / 37 |
| 2009 | 1.546   | 4,2%  | 2 / 39 |
| 2014 | 4.644   | 11,9% | 5 / 39 |